# Esther Süss
Esther Süss (nascida em 19 de março de 1974) é uma ciclista de montanha suíça. Nos Jogos Olímpicos de Verão de 2012, competiu como representante de seu país natal na prova de cross-country feminino, terminando em quinto lugar.